# Oswaldo Caldeira
Oswaldo Caldeira Corrêa da Silva (Belo Horizonte, 1943) é um escritor e cineasta brasileiro.
Em 1959, entrou para o Centro de Estudos Cinematográficos (CEC) de Belo Horizonte, estreando como crítico de cinema no ano seguinte,escrevendo em "Claquete - jornal de cinema", no "Diário da Tarde" e "Correio de Minas", todos em Belo Horizonte. Mudou-se para o Rio de Janeiro em 1962, para estudar com o cineasta sueco Arne Sucksdorff e ingressou na FNFI - Faculdade Nacional de Filosofia do Rio de Janeiro formando-se em Filosofia, em 1966. Seu primeiro filme foi Telejornal, o filme, um ficção científica de média metragem que recebeu vários prêmios no Festival do Jornal do Brasil de 1967 dando início à sua carreira cinematográfica.

## Filmes realizados
Realizou filmes de longa, média e curta metragem, entre os quais destacam-se:
- Histórias de Alice, em finalização em novembro de 2006. Co-produção luso-brasileira, com Leonardo Medeiros, Ana Moreira, Filipe Duarte, Ivo Canelas, Victor Norte e outros. Conta a história de um cineasta brasileiro que busca suas raízes do outro lado do oceano.
- Pampulha ou a invenção do mar de Minas, realizado em 2005. É um documentário de longa metragem apresentado pelo ator Rodolfo Bottino, sobre a primeira grande obra do arquiteto Oscar Niemeyer.
- Tiradentes (filme), lançado em 1999. Ganhou o prêmio Resgate do Cinema Brasileiro, promovido pelo Ministério da Cultura. O filme tem no elenco Humberto Martins, Rodolfo Bottino,Paulo Autran, Giulia Gam, Adriana Esteves, Júlia Lemmertz, Heitor Martinez e mais 28 atores.
- O Grande Mentecapto de 1987, baseado no best seller homônimo de Fernando Sabino, com Débora Bloch, Regina Casé, Luiz Fernando Guimarães, Diogo Vilela, Osmar Prado, Emiliano Queiroz, Cláudio Corrêa e Castro, mais elenco de 70 atores e cerca de duas mil figurações.
- O Bom Burguês de 1983, no qual também foi diretor e um dos roteiristas, com José Wilker, Betty Faria, Jardel Filho, Christiane Torloni, Anselmo Vasconcellos, Nelson Dantas e grande elenco.[1]
- Ajuricaba, o rebelde da amazônia de 1975, com Paulo Villaça, Fregolente, Sura Berditchevsky, Nildo Parente, entre outros.
- Muda Brasil de 1985, que acompanhou a campanha vitoriosa de Tancredo Neves para a presidência da República.
- Passe Livre sobre o jogador Afonsinho e sua luta para obter passe livre e as relações de trabalho no futebol, prêmio Margarida de Prata de Melhor filme brasileiro de 1974.
- Futebol Total também de 1974, produzido pelo Canal 100 de Carlos Niemeyer, que teve mais de dois milhões de espectadores.

### Filmes decurta-metragem
- Telejornal, o filme, marca a estreia de Oswaldo Caldeira num ficção científica de vinte minutos, em que um programa de televisão do futuro tenta reconstituir por fragmentos de som e imagem uma cidade extinta, provavelmente chamada "Rio de Janeiro".
- Aukê realizado em 1974, por Oswaldo Caldeira para o Ministério da Educação e Cultura com finalidades didáticas, é um filme documentário de média metragem. Consiste numa aula de antropologia baseada em estudo do Professor Roberto DaMatta de 1970, "Mito e anti-mito entre os Timbira", que conta o surgimento do homem branco do ponto de vista indígena. O próprio Roberto DaMatta apresenta e explica seu trabalho ao longo do filme.
- O cantor das multidões é um documentário realizado em 1969 sobre o cantor Orlando Silva
- Trabalhar na pedra, de 1972 foi feito em co-direção com Dileni Campos. Filme documentário sobre trabalhadores que cortam pedras para construções como paralelepípedos e outras. Música de João Bosco e Aldir Blanc. Foi premiado com o troféu Humberto Mauro atribuído ao melhor filme do Festival JB de 1972.

## Distinções e prêmios
Oswaldo Caldeira foi homenageado com uma retrospectiva de sua obra no Fantasporto Festival Internacional de Cinema do Porto, Portugal, em fevereiro de 2002, quando foi premiado pelo conjunto de sua carreira.
Foi premiado, ao longo de sua carreira, com a "Margarida de Prata", a "Coruja de Ouro", o "Candango", o "Kikito", tendo seus filmes exibidos em festivais como Washington, Montreal, New York, Havana, Chicago, Leipzig, Toulon, Berlim, Karlov Vary, e outros. Realizou também médias e curtas metragens além de programas de televisão e publicidade.

## Livros publicados
- Café Manduca - uma história recontada (2005) - a história da fundação de um tradicional café de Belém por Manduca, avô do autor. Pobre e semi analfabeto, nascido em Galafura, em Portugal, Manduca lançava mão de recursos publicitários incluindo curiosos anúncios, que fizeram dele um homem rico. Editado pela SECULT - Pará.
- Tiradentes - livro ilustrado (1999)- em colaboração com a Fundação Universitária José Bonifácio.
- Tiradentes - roteiro cinematográfico, comentários e fontes de pesquisa (1999) - editado pelo NUCINE e RIOFILME, foi distribuído para escolas, entidades culturais, universidades e usado como apoio didático em mais de trezentas escolas de Minas Gerais.
- Contribuição à história do curta metragem brasileiro (2003) - editado pelo NUCINE - escrito em parceria com Sérgio Sanz e Manfredo Caldas.

## Atividades acadêmicas
Doutor em comunicação, é professor de cinema na Escola de Comunicação da Universidade Federal do Rio de Janeiro e coordenador do NUCINE - Núcleo de Cinema da ECO, tendo sido chefe de departamento por várias vezes e professor da pós graduação.

## Atividade política
Foi fundador e presidente da Associação Brasileira de Documentaristas e da Associação Brasileira de Cineastas.